# Agrotis graslini arenosa
Agrotis graslini arenosa é uma subespécie de insetos lepidópteros, mais especificamente de traças, pertencente à família Noctuidae.
A autoridade científica da subespécie é Staudinger, tendo sido descrita no ano de 1859.
Trata-se de uma subespécie presente no território português.